# ARC Almirante Padilla (FM-51)
La ARC Almirante Padilla (FM-51) es el tercer buque con este nombre en la Armada de la República de Colombia. Es una fragata tipo FS-1500 Construido en los astilleros Howaldtswerke en Kiel, Alemania. Es la primera de cuatro fragatas misileras adquiridas en el marco del plan Neptuno. Fue incorporada en octubre de 1983 y desde entonces ha surcado el territorio marítimo, y ha colaborado a preservar la vida en el mar, a controlar el tráfico ilícito y ha contribuido a la preservar los recursos naturales para beneficio de la nación.
La fragata lleva el nombre al más insigne héroe naval colombiano El almirante José Prudencio Padilla uno de los más famosos oficiales navales colombianos que participó en la guerra de independencia.

## Características
Para el año 2010 la corbeta fue repotenciada en los muelles de la base naval ARC Bolívar, trabajos realizados por Cotecmar.
Se le instalaron nuevos sistemas que remplazaron a los desactualizados. Entre los sistemas a reemplazar y los nuevos instalados están:
• El Radar SMART-S Mk2 que reemplaza al radar Sea Tiger TSR-3004. 
 • El Sistema de combate TACTICOS que reemplaza al sistema de combate VEGA II.
 • El director de tiro STING-EO Mk2 que reemplaza al director de tiro CASTOR 2B.
 • El director de tiro MIRADOR que remplaza al director de tiro CANOPUS.
 • El sistema ESM VIGILE que reemplaza al sistema ESM DR3000.
 • El lanzador de Chaff/Señuelos SKSW DL-12T que reemplaza al lanzador CSEE DAGAIE Mk2.
 • Motores MTU M-93 Series 4000 reemplazan a los motores MTU 1163TB92.
 • Así mismo fueron modernizados los sistemas de comunicaciones con la incorporación de DataLink, Inmarsat, GMDSS